# Russell Hopton

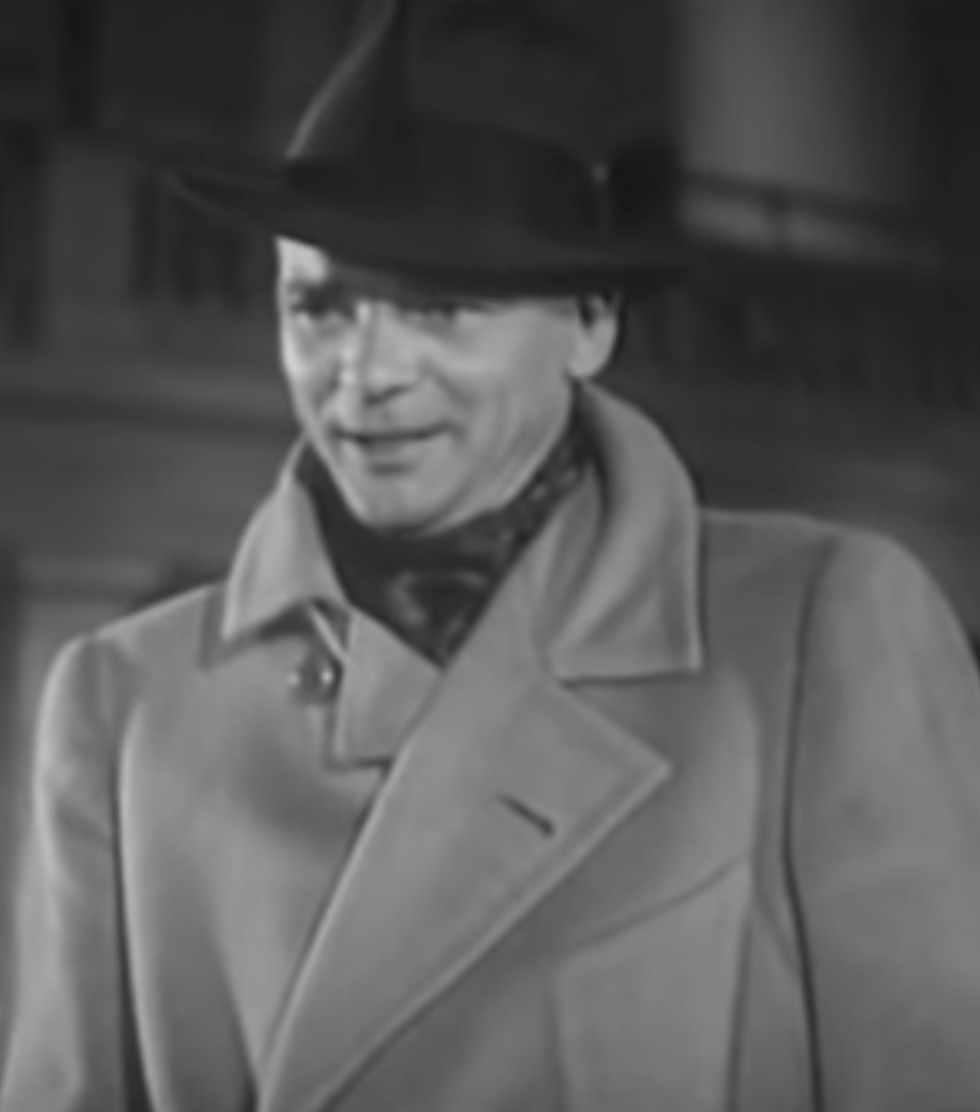

Harry Russell Hopton (* 18. Februar 1900 in New York City, Vereinigte Staaten; † 7. April 1945 in North Hollywood, Los Angeles, Kalifornien) war ein US-amerikanischer Schauspieler und Regisseur.
Hopton begann seine Schauspiellaufbahn beim Theater, ehe er 1926 in dem Stummfilm Wie Ellen zum Film kam sein Filmdebüt gab. Ab 1930 arbeitete er hauptsächlich als Filmschauspieler und verkörperte dabei in Nebenrollen besonders oft sarkastische oder etwas zwielichtige, mitunter auch schurkenhafte Figuren. In den letzten acht Jahren seines Lebens stand er unter Vertrag bei RKO Radio Pictures. Insgesamt spielte er bis in sein Todesjahr in mindestens 110 Filmen mit. Daneben führte er 1936 bei den Filmen Song of the Trail und Black Gold auch zweimal Regie, es handelte sich dabei um B-Filme des Produzenten Maurice Conn.
Im April 1945 starb Hopton 45-jährig an einer Überdosis Schlaftabletten. Er ist auf dem Holy Cross Cemetery in Culver City bestattet.

## Filmographie (Auswahl)
- 1926: Wie Ellen zum Film kam (Ella Cinders)
- 1930: Call of the Flesh
- 1930: College Lovers
- 1930: Remote Control
- 1930: Die fremde Mutter (Min and Bill)
- 1930: New Moon
- 1930: Das Strafgesetzbuch (The Criminal Code)
- 1931: Desert Vengeance
- 1931: Irrwege des Lebens (Dance, Fools, Dance)
- 1931: The Miracle Woman
- 1931: The Star Witness
- 1931: Street Scene
- 1931: Reckless Living
- 1931: Blonde Crazy
- 1931: Arrowsmith
- 1932: Discarded Lovers
- 1932: The Drifter
- 1932: Dance Team
- 1932: The Man Who Played God
- 1932: Gesetz und Ordnung (Law and Order)
- 1932: The Big Timer
- 1932: Steady Company
- 1932: Scandal for Sale
- 1932: Night World
- 1932: The Famous Ferguson Case
- 1932: Radio Patrol
- 1932: Fast Companions
- 1932: Tom Brown of Culver
- 1932: Back Street
- 1932: Once in a Lifetime
- 1932: Air Mail
- 1933: Destination Unknown
- 1933: Der kleine Gangsterkönig (The Little Giant)
- 1933: Elmer, the Great
- 1933: Secret of the Blue Room
- 1933: One Year Later
- 1933: Curtain at Eight
- 1933: Ich bin kein Engel (I’m No Angel)
- 1933: Der Frauenheld (Lady Killer)
- 1934: Good Dame
- 1934: School for Girls
- 1934: Men in White
- 1934: He Was Her Man
- 1934: Born to Be Bad
- 1934: Half a Sinner
- 1934: Back Page
- 1934: The Girl from Missouri
- 1934: Take the Stand
- 1934: Desirable
- 1934: A Successful Failure
- 1934: I Sell Anything
- 1934: The World Accuses
- 1935: Northern Frontier
- 1935: Wings in the Dark
- 1935: Polizeiauto 99 (Car 99)
- 1935: Times Square Lady
- 1935: Star of Midnight
- 1935: Der FBI-Agent (G Men)
- 1935: Circus Shadows
- 1935: The Headline Woman
- 1935: Death from a Distance
- 1935: Cheers of the Crowd
- 1935: Charlie Chan in Shanghai
- 1935: Valley of Wanted Men
- 1935: False Pretenses
- 1935: Frisco Waterfront
- 1936: Rose of the Rancho
- 1936: Black Gold
- 1936: Sutter’s Gold
- 1936: Boulder Dam
- 1936: Below the Deadline
- 1936: The Last Outlaw
- 1936: A Son Comes Home
- 1936: With Love and Kisses
- 1936: Beware of Ladies
- 1936: Song of the Trail
- 1937: We Who Are About to Die
- 1937: Angel’s Holiday
- 1937: High, Wide, and Handsome
- 1937: One Mile from Heaven
- 1937: Bad Guy
- 1937: Big City
- 1937: Idol of the Crowds
- 1938: Letter of Introduction
- 1938: Crime Takes a Holiday
- 1938: Tarnished Angel
- 1939: Made for Each Other
- 1939: The Saint Strikes Back
- 1939: Some Like It Hot
- 1939: Renegade Trail
- 1939: Mutiny in the Big House
- 1939: Torture Ship
- 1940: Women Without Names
- 1940: Son of the Navy
- 1940: On the Spot
- 1940: Argentine Nights
- 1940: The Quarterback
- 1944: A Night of Adventure
- 1944: Youth Runs Wild
- 1944: The Master Race
- 1944: Mit Büchse und Lasso (Tall in the Saddle)
- 1944: Heavenly Days
- 1944: Nevada
- 1945: What a Blonde
- 1945: Betrayal from the East
- 1945: Zombies on Broadway
- 1945: West of the Pecos
- 1945: Johnny Angel